# Троянівка (Полтавський район)
Трояні́вка — село в Україні, у Зіньківській міській громаді Полтавського району Полтавської області. Населення становить 56 осіб. До 2020 орган місцевого самоврядування — Бірківська сільська рада. До 19 липня 2020 року належало до Зіньківського району.
Село Троянівка є центром дії роману Григорія Тютюнника «Вир».

## Географія
Село Троянівка знаходиться на березі річки Грунь-Ташань, біля місця злиття річок Грунь і Ташань, нижче за течією за 2 км розташоване село Бірки. До села примикає лісовий масив (сосна).

## Населення

### Мова
Розподіл населення за рідною мовою за даними перепису 2001 року:
| Мова       | Кількість | Відсоток |
| ---------- | --------- | -------- |
| українська | 102       | 100%     |

## Історія
Станом на 1885 рік у колишньому державному та власницькому селі Бірківської волості Зіньківського повіту Полтавської губернії, мешкало 420 осіб, налічувалось 79 дворових господарств, існувала православна церква, 3 вітряних млини.
Жертвами голодомору 1932—1933 років стало 56 осіб.
12 червня 2020 року, відповідно до розпорядження Кабінету Міністрів України № 721-р «Про визначення адміністративних центрів та затвердження територій територіальних громад Полтавської області», село увійшло до складу Зіньківської міської громади.
19 липня 2020 року, в результаті адміністративно - територіальної реформи та ліквідації Зіньківського району, село увійшло до складу новоутвореного Полтавського району Полтавської області.